# Josh King
Joshua King (Hammond (Indiana), 24 de agosto de 1985) es un entrenador de baloncesto estadounidense con nacionalidad alemana que actualmente dirige al Darüşşafaka S.K. de la Basketbol Süper Ligi. 

## Carrera

### Como jugador
Como estudiante, King fue jugador de baloncesto en Trinity High School en el estado estadounidense de Carolina del Norte, donde destacó por su precisión en tiros de tres puntos y en su último año con una media de puntos por partido de 27,1. 
Desde 2004 a 2006, mientras estudiaba economía, jugó para el equipo universitario de la Universidad de East Carolina (45 apariciones: 2,6 puntos/partido). 
En la temporada 2006-07, pasó de la primera división de la NCAA a la segunda en el Eckerd College de la Universidad de Florida, en el que anotó un total de 136 tiros de tres puntos entre 2006 y 2008. Con nueve tiros de tres puntos en un partido, King estableció un nuevo récord para Eckerd College en la temporada 2007-08. En sus 62 partidos con Eckerd logró un promedio de 11,3 puntos .

### Como entrenador
En la temporada 2008-09, King pasó a ser entrenador asistente en Vassar College (tercera división de la NCAA) en el estado de Nueva York . 
En la temporada 2009-10 volvió a ocupar el puesto de entrenador asistente en la Universidad de Massachusetts Lowell (primera división de la NCAA). 
Entre 2010 y 2014, King fue miembro del cuerpo técnico de la Universidad Marshall (primera división de la NCAA), primero como entrenador asistente (2010 a 2012), luego como entrenador principal (2012 a 2014). 
En mayo de 2015, firma como entrenador asistente en Randolph-Macon College (tercera división de la NCAA) en el estado de Virginia.
Entre 2016 y 2018, formó como entrenador asistente de New Hampshire (primera división de la NCAA).
En 2018, King pasó al baloncesto profesional y se convirtió en entrenador asistente de John Patrick en el MHP Riesen Ludwigsburg de la Basketball Bundesliga. En 2020, el equipo germano acabó subcampeón de Alemania y terminó la temporada 2020-21 de la Bundesliga en el primer puesto de la liga regular. 
En temporada 2021-22, King asumió el cargo de entrenador del USK Praga de la Národní Basketbalová Liga, la primera división checa. Con Praga alcanzó los cuartos de final del campeonato checo en 2022. Después de una temporada en la República Checa, el estadounidense regresó al MHP Riesen Ludwigsburg de la Basketball Bundesliga, para convertirse en entrenador del club de la Bundesliga y, por tanto, en el sucesor de Patrick.
En la temporada 2022-23. King llevó al Ludwigsburg a las semifinales de la Bundesliga y a los cuartos de final de la Bundesliga en la 2023-24. 
El 28 de mayo de 2024, firma como entrenador del Darüşşafaka S.K. de la Basketbol Süper Ligi.